# Borohydrure d'uranium
Le borohydrure d'uranium est un composé chimique de formule U(BH4)4. Il s'agit d'un complexe d'uranium(IV) et d'ions borohydrure BH4−. Il polymérise à l'état solide mais se présente sous forme de monomères à l'état gazeux.
Ce complexe a d'abord été produit en faisant réagir du tétrafluorure d'uranium UF4 avec du borohydrure d'aluminium Al(BH4)3 :
UF4 + 2 Al(BH4)3 ⟶ U(BH4)4 + 2 Al(BH4)F2.
On peut également le préparer à l'état solide en faisant réagir du tétrachlorure d'uranium UCl4 avec du borohydrure de lithium LiBH4 dans le vide :
UCl4 + 4 LiBH4 ⟶ U(BH4)4 + 4 LiCl.
Le borohydrure d'uranium a été utilisé avant l'hexafluorure d'uranium UF6 pour son caractère volatil indispensable à la séparation isotopique de l'uranium dans le cadre du projet Manhattan.